# Batalla del cap de Sant Vicent
La batalla del Cap de Sant Vicent fou un combat naval que va tenir lloc el 14 de febrer de 1797 entre espanyols i britànics, durant la Guerra angloespanyola (1796-1808). La batalla produïda en aigües properes al cap de Sant Vicent, va acabar amb victòria de l'armada anglesa.

## Antecedents
Mitjançant el Tractat de San Ildefonso (1796) Espanya establia una aliança militar amb França, que alhora implicava una declaració de guerra als britànics, la guerra angloespanyola (1796-1802).
Espanya disposava d'una flota important, amb uns 80 vaixells de guerra. El seu punt feble, però, era l'escassa experiència i disciplina de la marineria, sovint procedent de lleves forçoses. L'oficialitat era il·lustrada, però amb preparació insuficient per al combat naval. Segons l'historiador militar Juan Carlos Losada, sols el deu per cent de la tripulació de l'Armada espanyola eren mariners o artillers experts. Per la seua banda, la flota britànica estava composta per tripulacions experimentades i una artilleria moderna i eficaç, les quals coses li permetien una bona maniobrabilitat i cadència de tir.

## El combat
El 14 de febrer de 1797 es va produir el combat del Cap de Sant Vicent, que fou el primer xoc armat de la guerra angloespanyola. L'almirall José de Córdoba y Ramos dirigia l'esquadra espanyola, que comptava amb 27 bucs i 2286 peces d'artilleria, mentre que la britànica estava comandada per John Jervis i disposava de 22 naus i 1540 canons. Teòricament sembla òbvia la superioritat de l'esquadra hispana, que a més a més incloïa el Santísima Trinidad, considerat el major navili del seu temps, amb 130 canons.
Malgrat tot, els moviments de les embarcacions espanyoles estigueren descoordinats, i moltes naus es trobaren disperses front a l'excel·lent capacitat de maniobra dels bucs britànics, i front a la seua gran potència de foc. Prova de la nul·la preparació dels tripulants hispans va ser que el buc San José, apressat pels britànics, ni tan sols havia utilitzat molts dels seus canons, que encara conservaven els taps de les seues boques quan els anglesos en van prendre possessió.
Els britànics lluitaren posant-se a favor del vent i obrint foc, i al mateix temps impedint la fugida de les naus espanyoles que canonejaven. Al bell mig del combat, el comandant del buc espanyol Pelayo, Cayetano Valdés, obligà Córdoba a reposar el pavelló espanyol, no deixant que es rendira a l'enemic, per la qual cosa, va contribuir a reduir el desastre naval per a la flota d'Espanya.

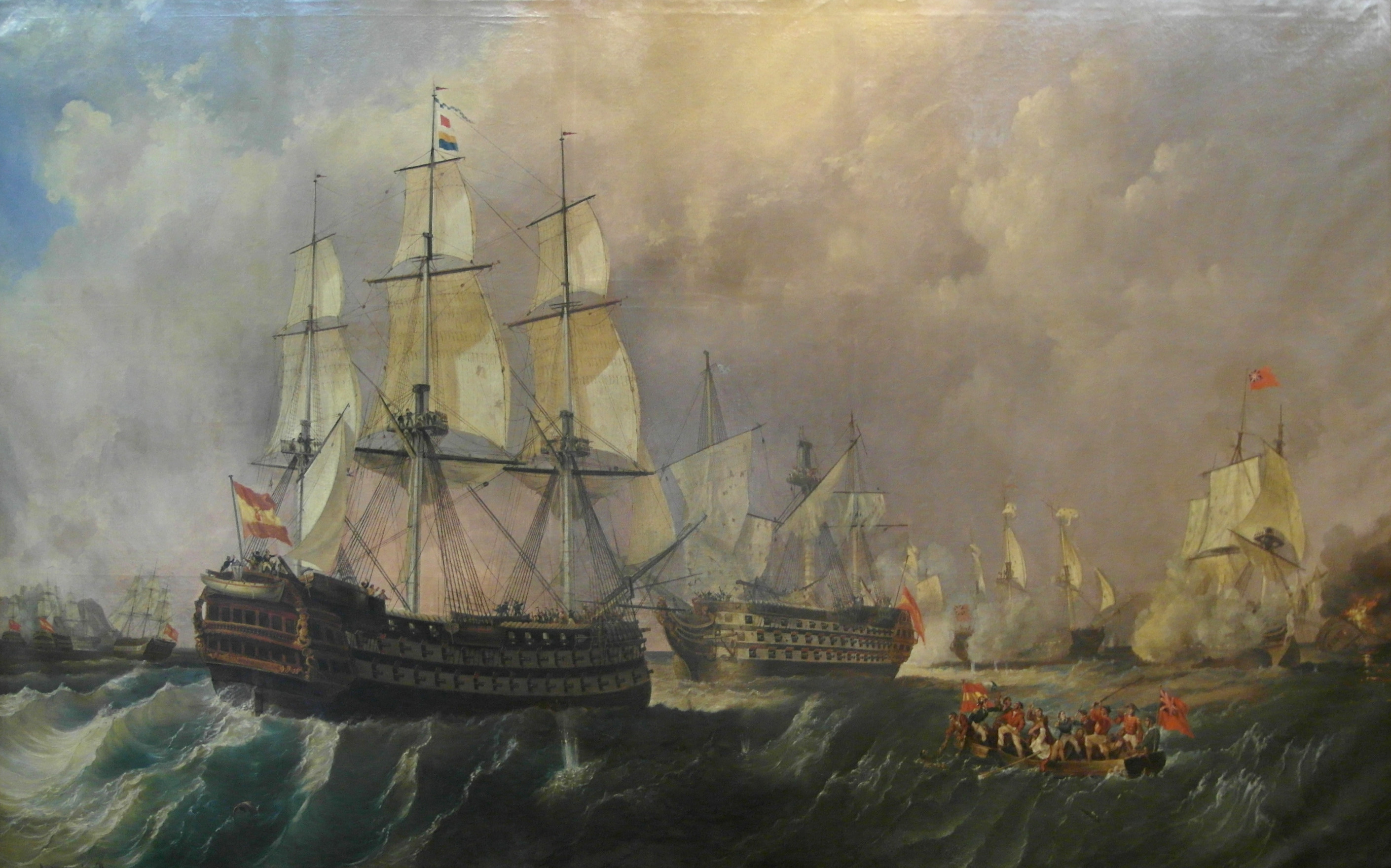
El navili Pelayo acudix en auxili del Santísima Trinidad, obra d'Antonio Brugada (1858)

Els britànics van capturar quatre embarcacions espanyoles, amb uns 3000 presoners, i varen produir unes 1300 baixes entre morts i ferits greus. Per part anglesa, hi hagueren 400 baixes, d'entre les quals només es registraren 73 morts, i només dos naus van resultar greument danyades.

## Conseqüències
Els britànics, encoratjats per la victòria, conquistaren poc després l'illa de Trinidad, i atacaren Cadis i Tenerife, llocs a on fracassaren. Però el debilitament d'Espanya s'accelerà, i a l'any següent (1805) els britànics s'enfrontaren amb un èxit inqüestionable a una esquadra combinada francoespanyola en aigües pròximes al cap de Trafalgar.